# Casada y señorita
 Casada y señorita es una película en blanco y negro de Argentina dirigida por Carlos Rinaldi sobre el guion de Carlos A. Petit que se estrenó el 22 de abril de 1954 y que tuvo como protagonistas a Blanquita Amaro, Tato Bores, Pedro Quartucci y Adolfo Stray.

## Sinopsis
Los celos y rivalidades en una pareja de artistas recién casados.

## Reparto
- Blanquita Amaro
- Tato Bores
- Irma Gabriel
- Pedro Quartucci
- Vicente Rubino
- Adolfo Stray
- Luis Tasca
- José Dorado
- Mara Atocha
- Fernando Algüerme
- Dúo Las Palomitas
- Blanquita Amaro (hija)

## Comentarios
La Razón opinó:

”Mezcla de sainete y revista…el realizador le ha dado agilidad, gracia y encanto. Salvo algunas escenas de franco mal gusto…la película se sostiene en un tono amable y casi toca la comedia ligera.”